# 小野迪孝
小野 迪孝（おの みちたか）は、日本の美術史学者、元東海大学教養学部芸術学科美術学課程教授、元山梨県立美術館学芸員。研究分野は中世イタリア美術史。
1973年、東京芸術大学美術学部（芸術学）卒業。1976年、同大学大学院美術研究科（西洋美術史）修了。1977年、山梨県立美術館建設準備室学芸員（1978年開館）。1984年、東海大学教養学部芸術学科美術学課程専任講師。1990年、同助教授（2007年から准教授）。2009年から2015年まで、同教授。
イタリア、トスカナ地方の13世紀後半のロマネスク時代末期の絵画について、ロマネスクからゴシックへの移り変わりを研究。